# Człowiek zwany Koniem
Człowiek zwany Koniem (org. A Man Called Horse) – amerykański western z 1970 roku w reż. Elliota Silversteina na podstawie opowiadania Dorothy M. Johnson z 1950 roku pod tym samym tytułem. 
W filmie w szeroki sposób ukazano życie Indian północnoamerykańskich (ich zwyczaje, posługują się oni oryginalnym językiem), co jak podają twórcy filmu w napisach, jest zasługą Amerykańskiego Muzeum Historii Naturalnej, Biblioteki Kongresu Stanów Zjednoczonych, Smithsonian Institution oraz obrazów i pism George’a Catlina, Carla Bodmera i naocznych świadków z tego okresu. 

## Opis fabuły
Stany Zjednoczone I połowy XIX w. Angielski arystokrata lord John Morgan, znudzony trybem życia pędzonym w Anglii, podróżuje po amerykańskim Dzikim Zachodzie w towarzystwie grupy najętych zawadiaków, oddając się przyjemnościom polowań. Pewnego dnia na jego obóz napadają Siuksowie, zabijają jego współtowarzyszy, a samego Morgana uprowadzają do ich obozu. Wódz Siuksów – „Żółta Ręka” oddaje Morgana swojej matce „Głowie Bizona” w prezencie jako konia. „Sunka wakan” – „Koń” – tak od tej pory brzmi jego imię. Staruszka oprowadza Anglika po obozowisku na postronku jak zwykłego konia – od tej pory jest jej na wpół zwierzęciem, na wpół służącym. Pomimo roli, jaką wyznaczył mu „Żółta Ręka”, Morgan nigdy nie traci poczucia dumy i godności, kilkakrotnie próbuje bezskutecznie uciec. Z czasem jednak, obcując z Indianami przekonuje się, że są oni normalnymi ludźmi. Zyskuje również przyjaciela i orędownika w osobie europejskiego jeńca takiego jak on – pół-Francuza, pół-Indianina Batise, który aby przetrwać udaje obłąkanego, tj. osobę zwyczajowo darzoną przez Indian szacunkiem. Pewnego dnia, podczas ataku zwiadowców wrogich Szoszonów, Morgan wykazuje się męstwem zabijając dwóch, a skalp jednego z nich zdjęty zgodnie z indiańskim obyczajem zapewnia mu uznanie i szacunek plemienia. Nieobojętna też pozostaje mu piękna siostra „Żółtej Ręki” – „Biegnąca Sarna”. Z czasem Morgan zyskuje coraz większą akceptację Indian i asymiluje się z nimi. Dostępuje zaszczytu rytuału „Przysięgi Słońca”, z którego wychodzi jako mężny wojownik. Z całym indiańskim ceremoniałem poślubia „Biegnącą Sarnę” i zaczyna wieść sielskie życie jako w pełni akceptowany członek indiańskiej społeczności. Pewnego dnia jednak na obóz napadają wrodzy Szoszoni. Pomimo że działają z zaskoczenia i posiadają przewagę, napastnicy zostają odparci dzięki dowódczym talentom Morgana wyniesionym z okresu służby w angielskiej gwardii. Straty Siuksów są jednak znaczne – ginie brzemienna „Biegnąca Sarna”, „Żółta Ręka” oraz Batise. Morgan, nie mając już nikogo bliskiego, opuszcza plemię, serdecznie żegnany przez społeczność Siuksów.

## Obsada aktorska
- Richard Harris – John Morgan
- Judith Anderson – „Głowa Bizona”
- Jean Gascon – Batise
- Manu Tupou – „Żółta Ręka”
- Corinna Tsopei – „Biegnąca Sarna”
- Dub Taylor – Joe
- James Gammon – Ed
- William Jordan – Bent
- Eddie Little Sky – „Czarny Orzeł”
- Michael Baseleon – „Długa Stopa”
- Lina Marín – „Ciernista Róża”
- Iron Eyes Cody – Szaman

i inni. 